# Figueirão
Figueirão é um município brasileiro do estado de Mato Grosso do Sul, Região Centro-Oeste do país. Foi instalado em 1 de janeiro de 2005, desmembrado parcialmente das áreas dos municípios de Camapuã e Costa Rica. De acordo com estimativas do Instituto Brasileiro de Geografia e Estatística, a população de Figueirão era de 3 005 habitantes em 2014.

## Origem do nome
Foi devido a uma figueira situada no “Vau da Jesuína” ou “Vau da Figueira” à margem direita do Córrego Figueirão, praticamente extinto pelo assoreamento mortal.

## Geografia

### Localização
O município de Figueirão está situado no sul da região Centro-Oeste do Brasil, no Centro Norte de Mato Grosso do Sul (Microrregião do Alto Taquari). Localiza-se na latitude de 18º40’46” Sul e longitude de 53°38’18” Oeste. Distâncias:
- 248 km da capital estadual (Campo Grande);
- 819 km da capital federal (Brasília).

### Geografia física
Solo
A área do município de Figueirão é, na sua maior parte, recoberta por Neossolos associados à Latossolo Vermelho-Escuro, de textura média, ambos com baixa fertilidade natural. A oeste, encontram-se algumas manchas de Neossolos com textura indiscriminada, associada à Luvissolos com argila de atividade baixa e textura arenosa, apresentando relevo suave ondulado, ondulado e Neossolos. Na porção sudoeste, apresenta-se uma grande mancha de solos que são associações muito intrincadas, resultante da impraticabilidade de se determinar a proporção de componentes e afirmar qual deles é o dominante, sendo difícil a separação, mesmo em estudo em escala de maior detalhe.
Relevo e altitude
Está a uma altitude de 396 m.
Clima, temperatura e pluviosidade
Está sob influência do clima tropical (Aw). O município de Figueirão apresenta temperaturas médias acima de 20 °C e abaixo de 24 °C, com período seco de três a cinco meses. A pluviosidade varia de 1.000 a 1.500mm anuais.
Hidrografia
Está sob influência da Bacia do Rio da Prata. Principais rios:
- Rio Jauru: afluente pela margem direita do rio Coxim. Nasce na serra do Taquari, fazendo divisa entre o município de Figueirão e o de Coxim. Bacia do rio Paraguai.
- Rio Figueirão: afluente pela margem esquerda do rio Jauru, no município de Figueirão. É formado pelos córregos Roncador e Cabeceira Comprida. Bacia do rio Paraguai.

Vegetação
A vegetação do município revela o domínio da Cerrado Arbóreo Denso (Campo Cerrado). O aspecto fisionômico desta formação é caracterizado, pelo agrupamento de espécies vegetais arbóreas, com circunferência raramente ultrapassando 1 metro e atingem uma altura média de 10 metros, apresentando-se dispostas de maneira mais ou menos ordenada, revestido por casca grossa e rugosa. Quase equivalente, é a área de pastagem plantada, algumas áreas de Agropecuária e Pastagem e pequenas áreas, ao Norte do município, de Encrave de Cerrado/Floresta Estacional.

### Geografia política
Fuso horário
Está a -1 hora com relação a Brasília e -4 com relação ao Meridiano de Greenwich.
Área
Ocupa uma superfície de 4 882,879 km².
Subdivisões
Figueirão (distrito-único).
Arredores
Alcinópolis, Camapuã, Costa Rica e Coxim.

## Atividades econômicas
Se destaca principalmente a agricultura e a pecuária.

## Cultura
A cultura figueirãoense sempre foi um marco muito grande. Sendo que, Figueirão é conhecido na região pela tradicional festa de Nossa Senhora da Abadia, realizada anualmente e que conta com um grande número de visitantes. A festa já passou do 50º aniversário, e a cada ano ela fica mais emocionante. As festas não param por aí, tem ainda a tradicional festa em devoção de Santa Luzia, o Reveillon, e o Rodeio em comemoração ao aniversário de Figueirão.
Em relação aos trabalhos manuais, Figueirão conta com um grande número de pessoas que fazem tradicionais tapetes, com retalhos de roupas, bordadeiras, crocheteiras, dentre outros tipos de trabalhos que são passados, na maioria dos casos, de "mãe para filha".
Figueirão, conta ainda com a Comunidade dos Quilombolas, na comunidade de Santa Tereza. Um grande destaque de Figueirão, são os catireiros, dançadores de catira, uma dança muito comum na região, da qual batem os pés e as mãos quando dançam. A maioria das festas realizadas no município, são "regadas" com muita música sertaneja e chamamé.
A comida típica de Figueirão é o frango com bacuri, o arroz carreteiro e o churrasco. São poucas as festas que não oferecem esses pratos.
| Data     | Observações                                             |
| -------- | ------------------------------------------------------- |
| Janeiro  | Reveillon                                               |
| Agosto   | Nossa Senhora da Abadia (feriado local)                 |
| setembro | Aniversário de Figueirão (feriado local) e Rodeio Anual |
| Dezembro | Natal e Santa Luzia                                     |

## Infra-estrutura

### Transporte
O Município é interligado por duas rodovias a MS-223, a MS-436, a rodovia MS-223 que liga figueirão a Costa Rica é pavimentada.
Na estrada que liga Figueirão a Camapuã (MS-436),encontra se pavimenta são 120 km de um asfalto novinho,mas a noite a rodovia deve ser evitada, por que é comum acontecer acidente com animais principalmente as antas que na região encontra se a maior população desta espécie

### Mídia
Figueirão possui acesso à televisão via antena.
Por Figueirão circulam alguns jornais da região, mas não possui nenhum local. Foi inaugurado no dia 16 de novembro de 2008, a Rádio Comunitária Altitude, contudo, não encontra-se em funcionamento.
A banda larga e a telefonia móvel é disponibilizada pela Oi, o código de área no Município é "67".

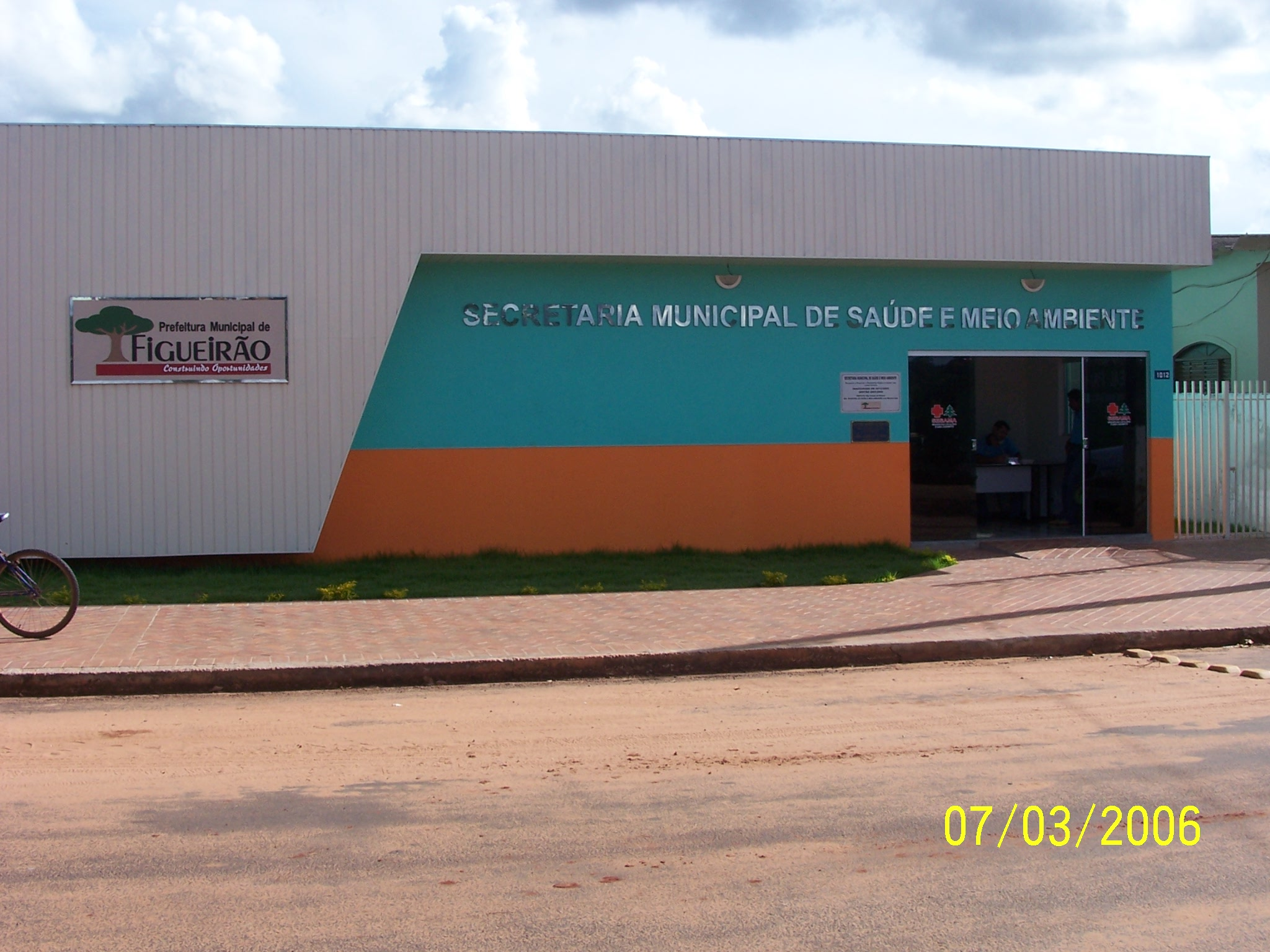
Secretaria Municipal de Saúde e Meio Ambiente (SESAMA).

### Saúde
O Município dispõe de um Hospital Municipal e dois Postos de Saúde (PSF) (um na sede e outro na Comunicade Quilombola de Santa Tereza), que atendem a maioria dos casos. Procedimentos de média e grande complexidade são encaminhados à centros maiores.

### Educação
O município de Figueirão, conta com quatro escolas, sendo duas na sede: Escola Estadual Dr. Arnaldo Estevão de Figueiredo e a Escola Municipal Professor Antônio Inácio Furtado - Pólo.
Fora da Sede, existem ainda duas escolas: uma na Comunidade de Santa Tereza e na Fazenda Boa Esperança, ambas municipais. 88,1% da população é alfabetizada, segundo dados fornecidos pela Assomasul.

### Segurança
Figueirão conta com um destacamento de Polícia Militar.

## Esportes
Não existem clubes profissionais em Figueirão, eventualmente nos finais de semana (sábado e domingo) os moradores se reunirem no Ginásio Poliesportivo Aparecido Belcó da Silva para jogos de futsal. Comumente, ocorrem campeonatos envolvendo toda a região norte de MS.